# Гадюка османська
Гадюка османська (Montivipera xanthina) — отруйна змія з роду гірських гадюк родини гадюкових. Інша назва «гадюка малоазійська».

## Опис
Загальна довжина коливається від 80 см до 1,5 м. Голова вкрита дрібними щиточками й лусочками, тільки надочноямкові щитки великі. На сірувато—бурому тулубі помітний чіткий малюнок з великих помаранчевих або коричневих плям з темною облямівкою, які нерідко зливаються в широку хвилясту смугу уздовж хребта. Дві темні навскісні смужки на потилиці виділяються на світлішому тлі голови. Черево поцятковано дрібними чорнуватими плямами, а хвіст знизу жовтувато—помаранчевий.

## Поширення
Мешкає в Північно-Східній Греції та Туреччині.

## Спосіб життя
Полюбляє гірську місцину, скелясті схили з розрідженої деревно—чагарникової або гірсько—степовою рослинністю. Зустрічається на висоті 1000—3000 м над рівнем моря. Харчується дрібними ссавцями, птахами, ящірками й комахами. Молоді особини харчуються головним чином сарановими. У квітні—травні вірменські гадюки залишають зимові притулку в щілинах скель. В цей час можна бачити їх великі скупчення біля зимівель.
Це яйцеживородна змія. Парування відбувається у травні. У серпні самиці народжують по 5—15 дитинчат завдовжки 20 см.

## Практичне значення
Отрута досить небезпечна. Відомо чимало випадків загибелі худоби від укусу цієї гадюки, але серед людей смертельних випадків не відмічено.